# Gettysburg (Ohio)

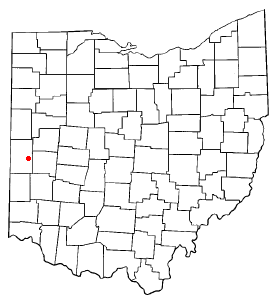
Gettysburg na planie stanu Ohio

Gettysburg – wieś w USA, w hrabstwie Darke, w stanie Ohio. Miejscowość założono w roku 1820, a oficjalne nazwę wsi przyjęto w roku 1842.
W roku 2010, 32,4% mieszkańców było w wieku poniżej 18 lat, 8% było w wieku od 18 do 24 lat, 26,3% miało od 25 do 44 lat, 23,8% miało od 45 do 64 lat, 9,6% było w wieku 65 lat lub starszych. We wsi było 49,1% mężczyzn i 50,9% kobiet.
Liczba mieszkańców w 2010 roku wynosiła 513, a w roku 2012 wynosiła 510.